# 厚朴
厚朴（学名：Houpoea officinalis），又稱作川朴、赤朴、厚朴、朴仝、厚皮、烈朴，是木兰科厚朴属的一种植物。其樹皮用作中药材。
根據現代醫學研究顯示，厚朴的藥用功效包括抗潰瘍、鬆弛肌肉及鎮靜中樞神經，可以用作治療傷寒、中風、食積氣滯及感冒等毛病。
另有研究顯示，厚朴能有效消滅在口腔引致腐臭的細菌，因此箭牌準備於2008年夏季推出含有厚朴的香口膠及薄荷糖。
中药药剂五積散、平胃散含有此药材。

## 分佈
主要分佈於中國四川、浙江、江西、廣西、陝西、貴州、湖北。

## 功效
健胃，鎮痛，鎮靜，解痙，抗菌，驅蟲，止痢。